# Compsophorus lundae
Compsophorus lundae là một loài tò vò trong họ Ichneumonidae.